# Horcomotes damoetas
Horcomotes damoetas är en insektsart som beskrevs av Ronald Gordon Fennah 1969. Horcomotes damoetas ingår i släktet Horcomotes och familjen vedstritar. Inga underarter finns listade i Catalogue of Life.